# Sedlíšťka (Vlastibořice)
Sedlíšťka (s předložkou 2. pád do Sedlíštěk, 6. pád v Sedlíšťkách) (německy Sedlischka) jsou osada a místní část Vlastibořic v okrese Liberec. Osada leží přibližně sedm kilometrů severozápadně od Turnova v nadmořské výšce 380–382 metrů. Prochází jí silnice z Kobyl do Vlastibořic a z ní se odpojuje silnice do Trávníčku.

## Historie
První písemná zmínka o vesnici pochází z roku 1543. Vesnice patřila ke skalskému panství a stálo v ní deset usedlostí. V 18. století patřila osada rodu Valdštejnů, v 19. století patřila k sychrovskému panství.

## Obyvatelstvo
| Rok            | 1869 | 1880 | 1890 | 1900 | 1910 | 1921 | 1930 | 1950 | 1961 | 1970 | 1980 | 1991 | 2001 | 2011 | 2021 |
| -------------- | ---- | ---- | ---- | ---- | ---- | ---- | ---- | ---- | ---- | ---- | ---- | ---- | ---- | ---- | ---- |
| Počet obyvatel | 141  | 142  | 155  | 138  | 135  | 128  | 122  | 91   | 75   | 63   | 55   | 41   | 38   | 34   | 46   |
| Počet domů     | 24   | 24   | 24   | 26   | 26   | 26   | 25   | 29   | 29   | 22   | 17   | 21   | 22   | 22   | 22   |

## Pamětihodnosti
Na návsi u Hobelantova statku (čp. 9) se nachází památkově chráněná brána se sochou svatého Pavla, u hlavní silnice pak stojí chráněná kaple svatého Petra z roku 1814, rekonstruovaná v roce 1994. Mezi objekty památkového zájmu patří chalupa (čp. 16) a Hobelantův statek s pavlačí a lomenicí.